# Campo de Abajo
Campo de Abajo es una pedanía perteneciente al municipio de Alpuente en la comarca de Los Serranos, Provincia de Valencia, Comunidad Valenciana, España. Se encuentra  a 860 metros de altitud sobre el nivel del mar.

## Historia
Campo de Abajo fue residencia del beato Pinazo los años inmediatamente anteriores a su ingreso en el convento de Franciscanos de Chelva, por la década de los años 1820-1830. Como patrimonio religioso cabe destacar una ermita dedicada a San Isidro.
Es la última de las habitadas por la parte sur y tiene cerca algunas pinadas y el enclave del cañón de la Hoz.
Desde esta aldea se puede acceder a la extinguida Arquela y Arquelilla, por el sendero la Escarigüela, sendero de singular belleza, donde se puede disfrutar de unas vistas hermosas.
Próxima al casco urbano en dirección hacia Arquela, podemos contemplar una encina centenaria, árbol, que junto con las sabinas son abundantes en nuestro territorio.
El motor económico de la población se sustenta por la actividad agrícola y ganadera.
La ganadería se basa en porcina, bovína y apícola y lo concerniente a la agricultura se cultiva almendros, cereales, vid, entre otros.

## Instalaciones y alrededores
A la entrada se encuentra el lavadero junto a dos abrevaderos para el ganado, cuya agua se aprovecha para el riego a posterior, impidiendo que se desperdicie.
La aldea está dotada de una fuente en honor a su patrón en la plaza principal de donde mana agua fresca y de notable calidad, vista la afluencia de foráneos de otras poblaciones colindantes que acuden a llevarla para su consumo propio.
Cerca se avista la iglesia en honor al patrón, un poco más arriba la barbería y el horno justo debajo.
Por el sector noroeste, se accede a la Alameda de Campo de Abajo y continuando mediante las indicaciones de los letreros se llega a la fuente de Arquela desde donde se puede disfrutar de un majestuoso paisaje y una maravillosas vistas.
Por la zona norte se puede alcanzar un
camino que conecta con Alpuente y a mitad de recorrido se localiza
el accidente geológico conocido como el Cortao.
Muy cerca también se sitúa el
monte del Cabezo de 1298 metros de altura y desde donde al coronarlo, se
prestan unas vistas de todo el municipio. También contiene una mina de caolín a cielo abierto y una fuente.
La actividad social de la población acontece en diversos puntos. Entre los que destaca el “fuerte” montado por sus vecinos casi al final del pueblo, en el que los mayores (y los no tanto) se reúnen por las tardes a jugar a variados juegos de naipes.
En las noches de verano, se sale a la fresca aprovechando el buen clima y en la que los vecinos se reúnen a conversar hasta bien entrada la madrugada.
A lo largo de la semana acuden vendedores ambulantes a ofrecer sus productos normalmente situándose siempre en las cercanías de la iglesia.

## Ubicación
La aldea de Campo de Abajo se localiza cerca del límite con los términos de Chelva y Tuéjar. Ubicada al Sur de la Villa de Alpuente pasando por la aldea de La Carrasca, se halla a una distancia de 3 kilómetros por camino directo y a 5 kilómetros por carretera desde Alpuente, con desvío por la carretera de Alpuente-Titaguas.

## Fiestas

### Fiestas Patronales
Se celebran en honor a San Isidro Labrador el último fin de semana de julio.

### Quintos
Se celebra la semana siguiente a Pascua. Es conocida popularmente como la plegá y es una de las más peculiares y tradicionales que se celebran en el municipio de Alpuente desde hace muchas generaciones. 
Comenzando el primer día en Campo de Abajo y La Carrasca, realizando un pasacalles, comida y realizan un baile en la barbería.
Posteriormente los jóvenes recorren el resto de aldeas de Alpuente.